# Heterotremata
Pour les articles homonymes, voir Crabe (homonymie).
Sous-section
Les Heterotremata sont une sous-section de crabes. Il s'agit du plus important groupe taxinomique au sein de la section des Eubrachyura dans l'infra-ordre des Brachyura.

## Liste des super-familles
Selon World Register of Marine Species (16 février 2016) :
- super-famille Aethroidea Dana, 1851
- super-famille Bythograeoidea Williams, 1980
- super-famille Calappoidea De Haan, 1833
- super-famille Cancroidea Latreille, 1802
- super-famille Carpilioidea Ortmann, 1893
- super-famille Cheiragonoidea Ortmann, 1893
- super-famille Corystoidea Samouelle, 1819
- super-famille Dairoidea Serène, 1965
- super-famille Dorippoidea MacLeay, 1838
- super-famille Eriphioidea MacLeay, 1838
- super-famille Gecarcinucoidea Rathbun, 1904
- super-famille Goneplacoidea MacLeay, 1838
- super-famille Hexapodoidea Miers, 1886
- super-famille Hymenosomatoidea MacLeay, 1838
- super-famille Leucosioidea Samouelle, 1819
- super-famille Majoidea Samouelle, 1819
- super-famille Orithyioidea Dana, 1852
- super-famille Palicoidea Bouvier, 1898
- super-famille Parthenopoidea MacLeay, 1838
- super-famille Pilumnoidea Samouelle, 1819
- super-famille Portunoidea Rafinesque, 1815
- super-famille Potamoidea Ortmann, 1896
- super-famille Pseudothelphusoidea Ortmann, 1893
- super-famille Pseudozioidea Alcock, 1898
- super-famille Retroplumoidea Gill, 1894
- super-famille Thioidea H. Milne Edwards, 1853
- super-famille Trapezioidea Miers, 1886
- super-famille Trichodactyloidea H. Milne Edwards, 1853
- super-famille Trichopeltarioidea Tavares & Cleva, 2010
- super-famille Xanthoidea MacLeay, 1838